# Прекрасна Єлена
«Прекрасна Єлена» — радянський телефільм 1986 року, знятий режисером Олегом Рябоконем на студії «Лентелефільм».

## Сюжет
Музичний фільм за оперетою Жака Оффенбаха, в основі лібрето якої лежить давньогрецький міф про дружину царя Менелая Єлену Прекрасну. В обмін на золоте яблуко, віддане Парисом богині Афродіті, вона пообіцяла йому любов найкрасивішої жінки. У храмі Зевса готуються відзначити річницю смерті Адоніса. На цю подію приїжджає Паріс. Він виграє змагання з воїнами, відгадуючи загадки царя Агамемнона. Жрець храму Зевса, Калхас, підлаштовує зустріч Париса та Єлени, під час якої раптово з'являється Менелай. Паріса вигнано. Але богиня Афродіта гнівається через те, що Єлена не віддана Парісу. Агамемнон і Калхас умовляють Менелая принести Єлену в жертву богам, щоб урятувати країну та народ. Менелай віддає Єлену жерцю Афродіти, що прибув на острів. Це – переодягнений Паріс. Він виявився хитрішим і таким чином викрав Єлену Прекрасну.

## У ролях
- Вероніка Ізотова — Єлена та Афродіта (співає С. Волкова)
- Олександр Блок — Паріс (співає К. Плужников)
- Анатолій Равикович — Менелай, цар Спартанський (співає М. Єгоров)
- Микола Мартон — Агамемнон, перший із царів Греції (співає В. Лебедь)
- Армен Джигарханян — Калхас, головний жрець Юпітера (співає О. Морозов)
- Сергій Мигицко — Орест, син Агамемнона (співає В. Солодовников)
- Євген Тілічеєв — Ахілл, цар Фтіотиди (співає В. Трофімов)
- Аркадій Шалолашвілі — Аякс перший, цар Саламінський (співає М. Булатов)
- Валерій Криштапенко — Аякс другий (цар Локрійський (співає Ю. Жикалов)
- Ернст Романов — Гомер
- Валентина Єгоренкова — Парфеніс, гетера
- Марина Гаврилова — Леона, гетера
- Лейла Кіракосян — Каліопа
- Лідія Горяйнова — Полігімнія
- Світлана Шейченко — Бахіза, прислужниця Олени
- Тетяна Кузнецова — Леріда
- Валентина Нейморовець — Брезейда
- Наталія Кописєва — Афіна
- Є. Селіванова — Гера
- Володимир Курашкін — Евтиклій

## Знімальна група
- Режисер — Олег Рябоконь
- Сценарист — Кім Рижов
- Оператор — Роман Черняк
- Художник — Лариса Луконіна